# Condensatiekern
Een condensatiekern (ook CN, uit Engelse condensation nucleus) is een zeer fijn, in de lucht zwevend, wateraantrekkend stofdeeltje. Als de temperatuur van vochtige lucht onder het dauwpunt zakt, zullen de in de lucht aanwezige losse watermoleculen (waterdamp) gaan samenklonteren op deze wateraantrekkende deeltjes: er treedt condensatie op. Op grote schaal leidt deze condensatie  tot de vorming van wolken, nevel of mist.  
Als condensatiekernen kunnen allerlei natuurlijke vaste stoffen dienen zoals klei- of zanddeeltjes, organische deeltjes van bijvoorbeeld planten zoals pollen, zoutkristallen die door de wind van de oceanen worden meegevoerd. Daarnaast zijn er condensatiekernen van een niet natuurlijke oorsprong zoals vaste deeltjes die ontstaan bij chemische processen, zoals roet, wat vrijkomt bij de verbranding van fossiele brandstoffen in energie. Ook slijtagemateriaal van autobanden en remblokken geven kleine vaste deeltjes. Tijdens de jaarwisseling ontstaat in dichtbevolkte gebieden, vooral in Nederland, vaak een uitzonderlijk hoge concentratie aan condensatiekernen als gevolg van het grootschalig afsteken van vuurwerk, wat tot zeer dichte mist kan leiden.
De kleinste van deze condensatiekernen worden samen ook wel fijnstof en in de meteorologie aerosolen genoemd. Zonder die minuscule hoeveelheid stof zwevend in de lucht, zouden er veel minder wolken zijn.